# Курбанов-100
«Курбанов-100» (ранее известен как «Металлург» Кадамжай) — ныне не существующий киргизский футбольный клуб из села Уч-Коргон Кадамжайского района Баткенской области. Чемпион Кыргызстана и финалист Кубка Кыргызстана 1996 года.

## Названия
- 1995-2005 — «Металлург» (Кадамжай).
- 1996 (часть сезона) — «Семетей-Металлург» (Кадамжай).
- 2004 (первенство) — «Беркут» (Кадамжай).
- 2005-2007 — «Курбанов-100»[1] (Уч-Коргон).

## История
Клуб основан не позднее 1995 года под названием «Металлург» (Кадамжай), а в некоторых источниках указывается 1985 год основания. В 1995 году принимал участие в Кубке Кыргызстана, но вылетел в 1/16 финала.
В 1996 году под патронажем директора Кадамжайского сурьмяного комбината Нарынбека Кожаматова, бывшего тогда вице-президентом Федерации футбола Кыргызстана, «Металлург» получил статус клуба Высшей лиги.
В команду перешла большая часть игроков «Семетея» (Кызыл-Кия) — призёра двух предыдущих чемпионатов страны и обладателя Кубка Кыргызстана 1995 года. Главным тренером стал бывший наставник «Семетея» Рашид Урмеев, капитаном — Расулжан Абдурахманов.
В чемпионате Кыргызстана 1996 года «Металлург» разделил первое место с бишкекским «АиКом», а в «золотом матче» одержал победу со счётом 1:0 — автором победного гола стал Фархат Хаитбаев.
В Кубке независимости Кыргызстана клуб вышел в финал, где уступил «АиКу» 0:2. Лучшим футболистом сезона в стране был признан защитник «Металлурга» Илхом Зайлабетдинов.
Весной 1997 года «Металлург» прекратил выступать на высоком уровне, а игроки команды вернулись в «Семетей» или перешли в другие клубы.
Клуб принял участие в розыгрыше Кубка обладателей кубков Азии сезона-1996/97, заняв в турнире место «Семетея». В первом раунде был обыгран таджикский «Пахтакор» (Пролетарск) — 3:1 и 2:0, во втором раунде уступил казахстанскому «Ордабасы» — 2:7 и 1:0.
Также в начале 1997 года «Металлург» участвовал в Кубке Содружества, где проиграл все 3 матча с крупным счётом. В некоторых источниках «Металлургу» приписывается участие в Кубке чемпионов Азии-1997/98, но фактически из-за расформирования команды там выступал «Семетей-Динамо».
В 2000 и 2004 годах «Металлург» принимал участие в розыгрышах Кубка Кыргызстана. В 2004 году, выступая под названием «Беркут», участвовал в турнире Баткенской зоны Первой лиги, где занял 3-е место.
В 2005 году был переименован в «Курбанов-100» и стал представлять соседнее село Уч-Коргон. В том же году стал победителем Южной зоны Первой лиги и четвертьфиналистом Кубка Кыргызстана.
В 2006 и 2007 годах продолжил выступления в национальном Кубке. О существовании клуба после 2007 года сведений нет.

## Тренеры
- Рашид Урмеев (1996)